# Napoli Basket Vomero 2008-2009
Questa pagina contiene i dati relativi a Napoli Basket Vomero per la stagione 2008-09.

## Roster
|    | Naz.                   | Ruolo | Sportivo                | Anno | Alt. |  |  |
| -- | ---------------------- | ----- | ----------------------- | ---- | ---- |  |  |
| 5  | Finlandia (bandiera)   | C     | Taru Tuukkanen          | 1977 | 195  |  |  |
| 6  | Italia (bandiera)      | P     | Giulia Gatti            | 1989 | 172  |  |  |
| 7  | Italia (bandiera)      | PG    | Paola Mauriello         | 1981 | 184  |  |  |
| 8  | Italia (bandiera)      | C     | Sara Giauro             | 1976 | 190  |  |  |
| 9  | Italia (bandiera)      | GA    | Stefania Paterna        | 1980 | 180  |  |  |
| 10 | Italia (bandiera)      | P     | Immacolata Gentile      | 1975 | 175  |  |  |
| 12 | Finlandia (bandiera)   | C     | Niina Laaksonen         | 1984 | 186  |  |  |
| 13 | Stati Uniti (bandiera) | G     | Scholanda Dorrell       | 1983 | 180  |  |  |
| 14 | Italia (bandiera)      | C     | Ludovica Stamegna       | 1990 | 175  |  |  |
| 15 | Brasile (bandiera)     | PG    | Cíntia Silva dos Santos | 1975 | 195  |  |  |

Dati aggiornati al giugno 2009